# SC Pfullendorf
Sportclub Pfullendorf 1919 e.V. – niemiecki klub piłkarski z siedzibą w mieście Pfullendorf, występujący w Verbandslidze Südbaden, stanowiącej szósty poziom rozgrywek w Niemczech.

## Historia
Klub został założony w 1919 roku jako sekcja gimnastycznego klubu TV Pfullendorf. W 1921 roku stał się niezależny i przyjął nazwę SC Pfullendorf, a oficjalnie zarejestrowany został w 1924 roku. Po II wojnie światowej zmienił nazwę na SV Pfullendorf i w sezonie 1945/1946 występował w amatorskiej lidze Einheitsklasse Bodensee/Schwarzwald. W 1946 roku w wyniku reorganizacji przyjął nazwę FC Pfullendorf, a w 1950 roku wrócił do starego szyldu SC Pfullendorf. W kolejnych latach, wiele sezonów spędził w trzeciej lidze. Najpierw za czasów Oberligi, kiedy w latach 1976–1994, spędził w niej 13 sezonów, a następnie 9 sezonów w Regionallidze (1997-2008).

## Reprezentanci kraju grający w klubie
- Philippe Erne
- Mohamed Azima
- Ingemar Teever
- Halldór Björnsson
- Helgi Kolviðsson
- Gentian Stojku
- / Husref Musemić
- Kurt Niedermayer